# Salvatore Cantalupo
Salvatore Cantalupo (Napoli, 8 luglio 1959 – Monserrato, 13 agosto 2018) è stato un attore italiano.

## Biografia
Negli anni ottanta suona la batteria in un gruppo punk e si avvicina al teatro grazie ad Antonio Neiwiller, che lo coinvolge nel dramma Titanic. The End tratto da Hans Magnus Enzensberger per il Teatro dei Mutamenti. Con i Teatri Uniti di Napoli collabora a numerosi allestimenti, come Le false confidenze di Marivaux e Il lavoro rende liberi di Vitaliano Trevisan.
Debutta al cinema nel 1998 in Teatro di guerra di Mario Martone, al fianco di Toni Servillo, Iaia Forte, Roberto De Francesco e Anna Bonaiuto.
In seguito interpreta numerosi ruoli in film e fiction, di cui le figure più note al grande pubblico sono quelle di Pasquale il sarto, protagonista di un episodio del film Gomorra di Matteo Garrone, e di Giovanni De Santis, candidato sindaco onesto che si contrappone a Cetto La Qualunque (Antonio Albanese) nel film Qualunquemente.
Nel corso del suo percorso artistico cura la regia di spettacoli teatrali come Echi lontani (2003), Martiri (2008), O Calapranz (2012) e la nuova messa in scena di Titanic. The End (2013), e conduce laboratori per giovani attori.
Durante uno di questi laboratori, in Sardegna, muore a 59 anni per una malattia fulminante.

## Filmografia
- Teatro di guerra, regia di Mario Martone (1998)
- Rose e pistole, regia di Carla Apuzzo (1998)
- Appassionate, regia di Tonino De Bernardi (1999)
- Rosatigre, regia di Tonino De Bernardi (2000)
- Sabato, domenica e lunedì - film TV (2004)
- Senza tempo, cortometraggio, regia di Antonio Bellia e Giacomo Iuculano (2005)
- Gomorra, regia di Matteo Garrone (2008)
- Fortapàsc, regia di Marco Risi (2009)
- Lo spazio bianco, regia di Francesca Comencini (2009)
- Tris di donne e abiti nuziali, regia di Vincenzo Terracciano (2009)
- Noi credevamo, regia di Mario Martone (2010)
- Qualunquemente, regia di Giulio Manfredonia (2011)
- Corpo celeste, regia di Alice Rohrwacher (2011)
- Piazza Garibaldi, regia di Davide Ferrario (2011)
- Dimmi che destino avrò, regia di Peter Marcias (2012)
- Il clan dei camorristi - serie TV, 1 episodio (2013)
- Ci vediamo domani, regia di Andrea Zaccariello (2013)
- Esterno sera, regia di Barbara Rossi Prudente (2013)
- My Destiny, regia di Peter Marcias (2013)
- Song'e Napule, regia di Antonio e Marco Manetti (2013)
- Lo stampatore, cortometraggio, regia di Stefano Incerti (2014)
- Il giovane favoloso, regia di Mario Martone (2014)
- Perez., regia di Edoardo De Angelis (2014)
- Lea regia di Marco Tullio Giordana (2015)
- Per amor vostro, regia di Giuseppe M. Gaudino (2015)
- Le ultime cose, regia di Irene Dionisio (2016)
- Il sindaco pescatore, regia di Maurizio Zaccaro (2016)
- The Last Eulogy, cortometraggio, regia di Gustav Baldassini (2016)
- I bastardi di Pizzofalcone, regia di Carlo Carlei - serie TV,  episodio 1x03 (2017)
- Aeffetto Domino, regia di Fabio Massa (2017)
- La tenerezza, regia di Gianni Amelio (2017)
- E se mi comprassi una sedia?, regia di Pasquale Falcone (2017)
- Ed è subito sera, regia di Claudio Insegno (2018)
- Rocco Schiavone 2, regia di Giulio Manfredonia - serie TV, episodio 2x03 (2018)